# Cirith Ungol (zespół muzyczny)
Cirith Ungol – amerykańska grupa heavymetalowa z miasta Ventura w Kalifornii założona w 1972.
Zespół powstał z inicjatywy Grega Lindstroma, Roberta Garvena i Jerry’ego Fogle'a, wówczas uczniów szkoły średniej i członków grupy Titanic, cover bandu The Beatles, który współtworzyli z Patem Galliganem, późniejszym gitarzystą Angry Samoans. Wraz z wokalistą Nealem Beattiem, zainspirowani muzyką hardrockową, rozpoczęli działalność nowego zespołu, którego nazwę, Cirith Ungol, zaczerpnęli z powieści Władca Pierścieni J.R.R. Tolkiena.
Pierwsza płyta grupy, Frost and Fire, ukazała się w 1980 nakładem Enigma Records. W jej nagraniu uczestniczył nowy wokalista, Tim Baker, oraz basista Michael Flint.
Zespół działał w latach 1972-1992, mając w dorobku 4 albumy studyjne. W 2015 wznowił działalność, a 8 października 2016 oficjalnie powrócił na scenę, występując na festiwalu Frost and Fire II w Majestic Ventura Theatre w rodzinnym mieście zespołu Ventura w Kalifornii. 24 kwietnia 2020 wydał płytę Forever Black, która ukazała się nakładem wytwórni Metal Blade Records.

## Muzycy[5]

### Muzycy
- Tim Baker - wokal prowadzący (1976–1992, od 2015)
- Robert Garven - perkusja (1972–1992, od 2015)
- Greg Lindstrom - gitara basowa (1972-1980), gitara (1980–1982, od 2015)
- Jim Barraza - gitara (1988–1992, od 2015)
- Jarvis Leatherby - gitara basowa (od 2016)

### Byli członkowie zespołu
- Jerry Fogle - gitara (1972–1987, zmarły w 1998)
- Michael "Flint" Vujejia - gitara basowa (1981–1987, gościnnie na żywo w 2019 i 2020)
- Vernon Green - gitara basowa (1988–1992)
- Neal Beattie - wokal prowadzący (1975–1976)

### Muzycy koncertowi
- Armand Anthony - gitara (od 2018)

## Dyskografia

### Albumy studyjne
- Frost and Fire (1980)
- King of the Dead (1984)
- One Foot in Hell (1986)
- Paradise Lost (1991)
- Forever Black (2020)
- Dark Parade (2023)

### Pozostałe
- demo (1979)
- Live (minialbum, 1996)
- Servants of Chaos (kompilacja, 2001)

### Tribute to Cirith Ungol
- One Foot In Fire (2005)